# Berghof (Trieb)
Der Berghof ist ein Gutshof im Ortsteil Trieb der Stadt Lichtenfels im gleichnamigen Landkreis in Bayern.

## Geschichte
Der große Gutshof im Mittelpunkt der Ortschaft Trieb wurde vom Kloster Langheim bewirtschaftet. Geleitet wurde er seit dem späten 17. Jahrhundert von einem Mönch, dem sogenannten Hofmeister. Abt Gallus Knauer ließ ab 1727 die Hofmeisterei vom Coburger Baumeister Johann Georg Brückner durch einen Neubau ersetzen, den der nachfolgende Abt Martin Wolf 1733 erweiterte.
Zur Anlage gehörte neben Wohnhaus, Scheunen und Ställen auch eine Brauerei. Inmitten des Hofs stand bis 1869 eine Marien-Kapelle, die zur Pfarrei Isling gehörte. Nach Aufhebung der Abtei Langheim kaufte 1824 die Gemeinde einen Teil der Hofmeisterei und brachte dort Schule, Priesterwohnung und Armenhaus unter. Ein anderer Teil der Anlage blieb Gutshof, ihn kaufte 1824 der einstige Langheimer Klosterarzt Dr. Michael Krappmann (1776–1864). Da großteils Felder auf der Höhe dazu gehörten, nannte man ihn Berghof.
1867 kaufte John Herman Benecke (1819–1880) aus Frankfurt am Main den Gutshof. Er erwarb die gesamte Anlage und ließ das Wohnhaus umgestalten. Die Kapelle ließ er abbrechen und durch einen Kirchenneubau an anderer Stelle ersetzen. Sein Sohn Walter E. T. Benecke erweiterte den Gutsbetrieb auf über 160 Hektar und ließ die ersten Silos im Umkreis errichten. Im Nachbarort Hochstadt richtete er 1902 ein Elektrizitätswerk ein, das seit 1906 auch Trieb mit Strom versorgte. Seine Nachfahren sind noch Eigentümer des Berghofs.

Bilder
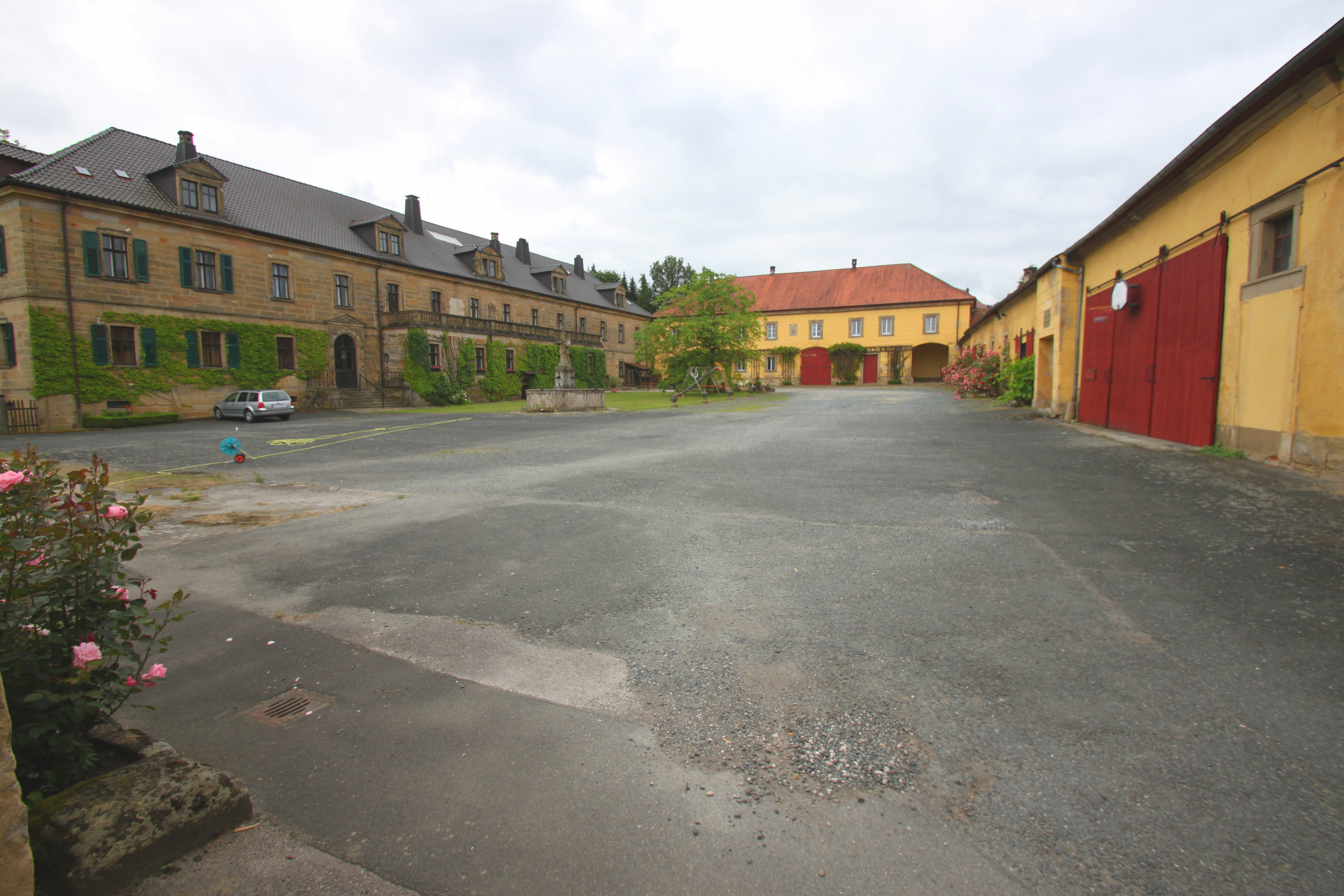
Der Innenhof
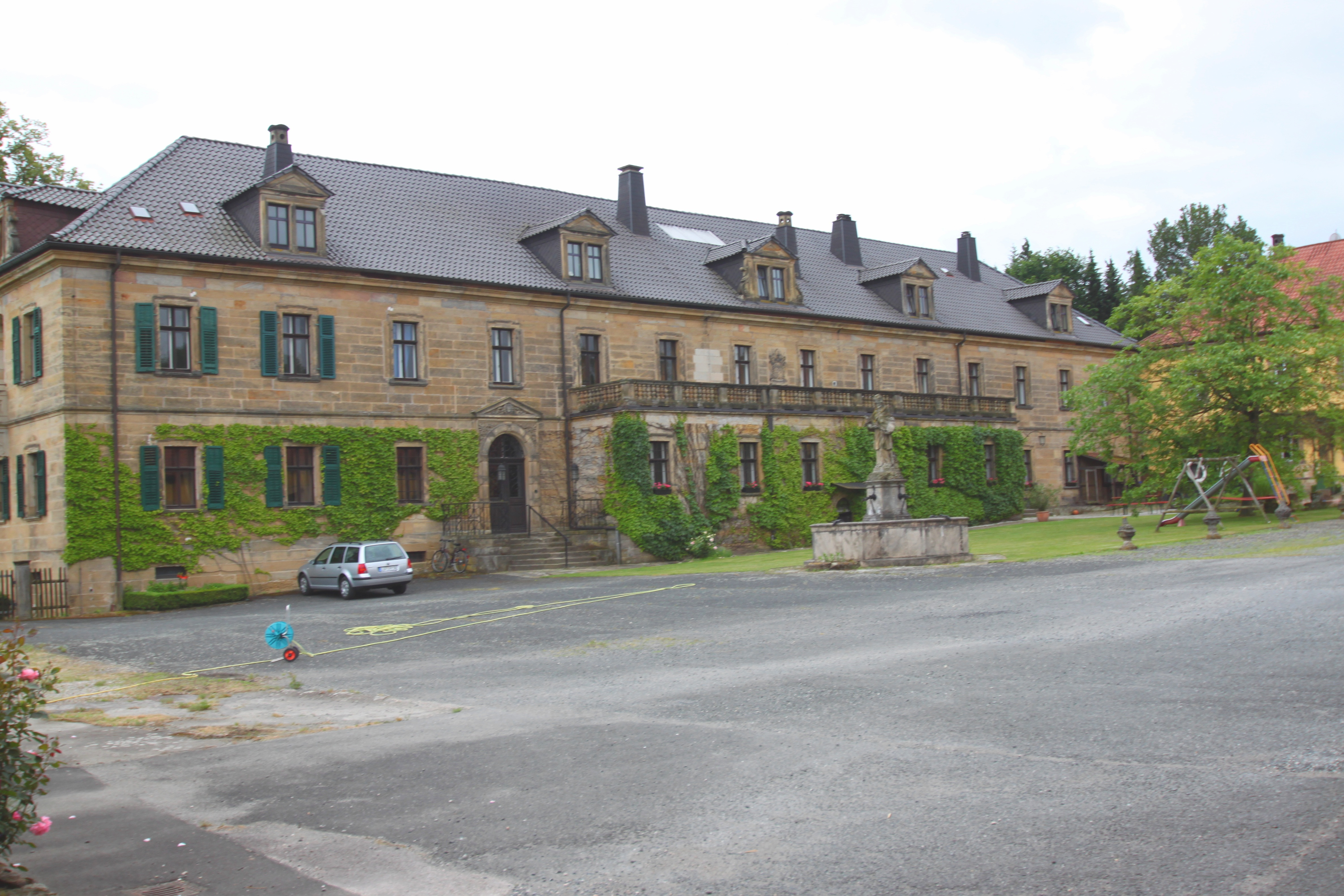
Das Wohngebäude
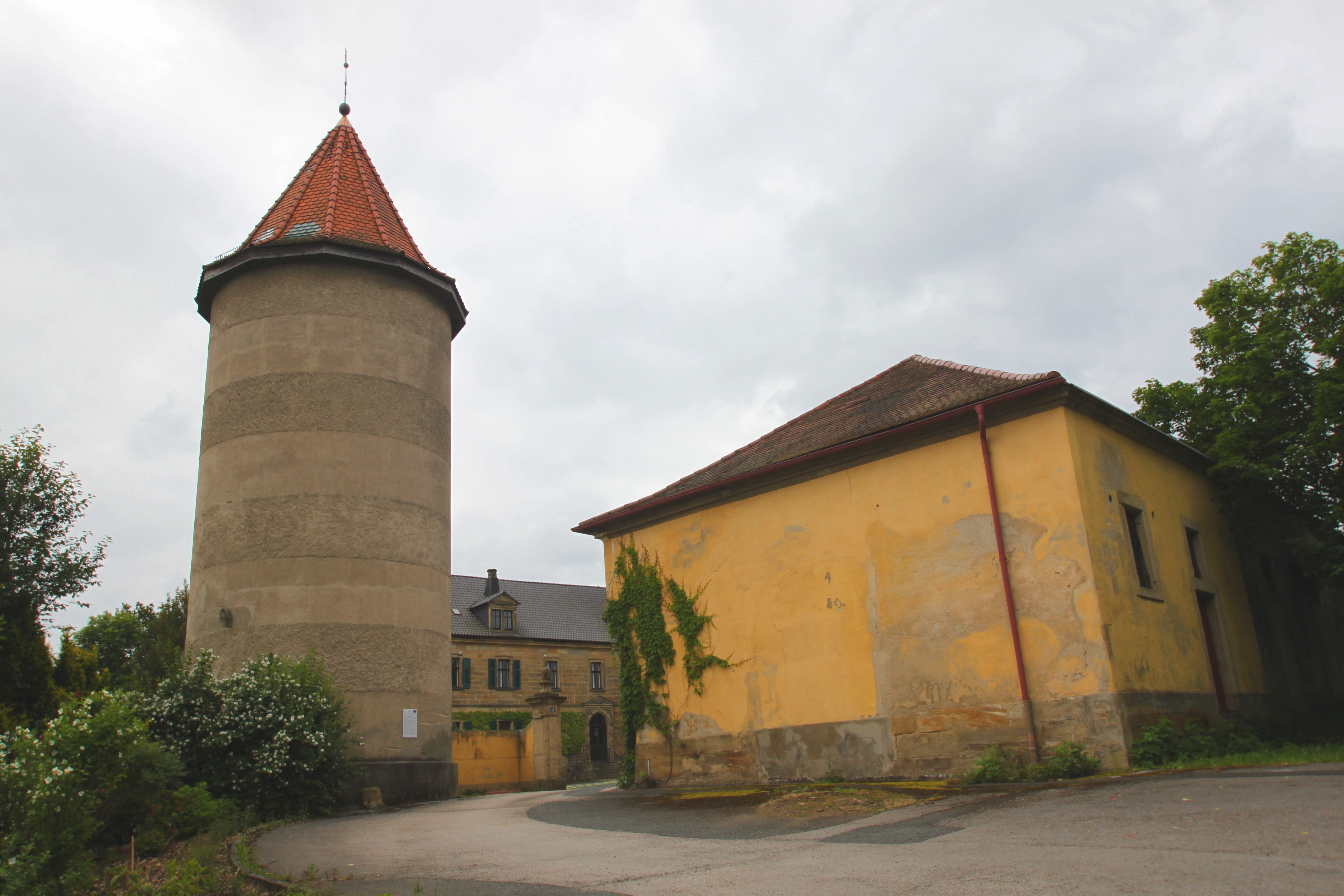
Der Eingangsbereich
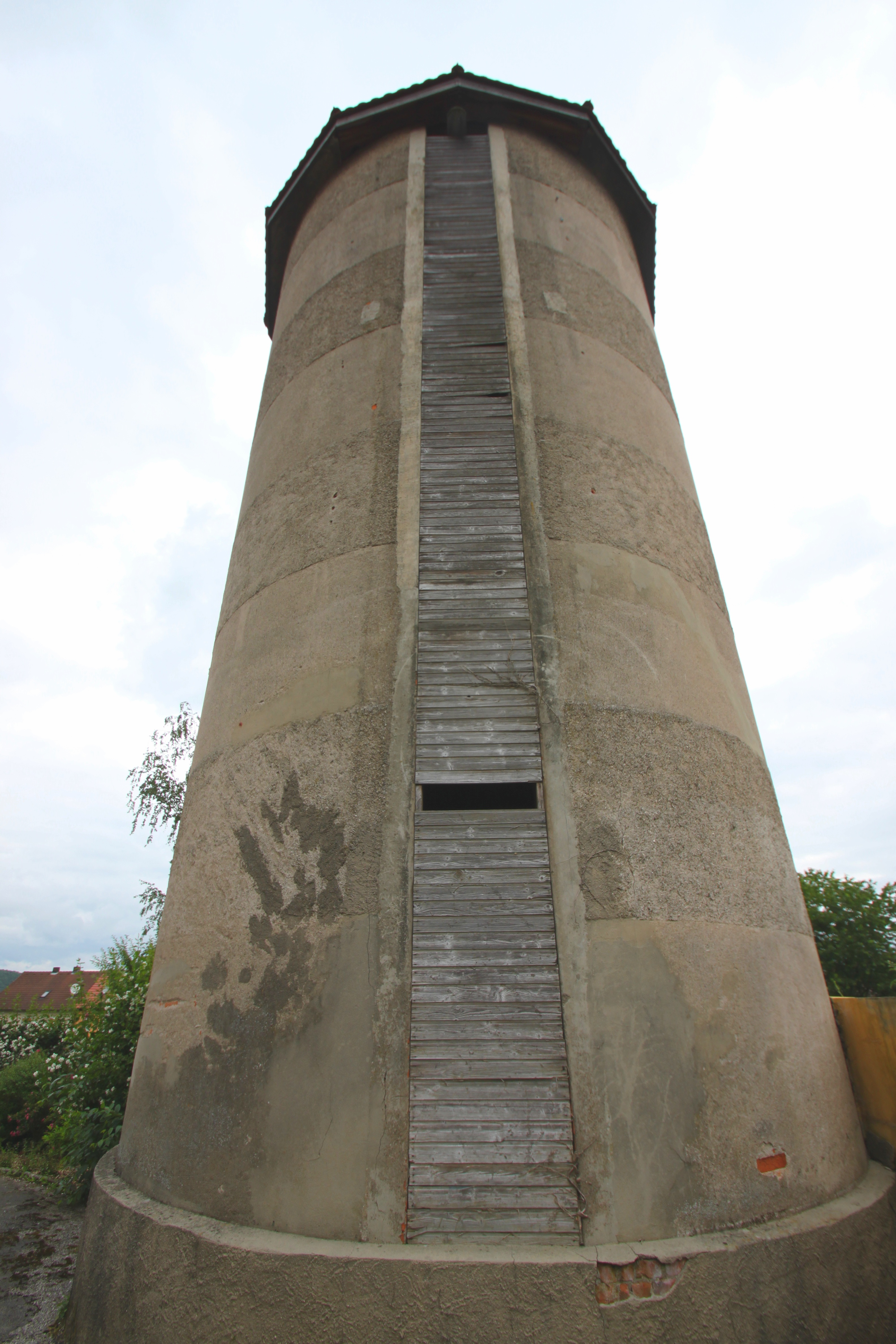
Der Silo

## Heutige Nutzung
Seit 1824 ist der Berghof in Privatbesitz.